# Festival de Cannes 1993
La quarante-sixième édition du Festival de Cannes a lieu du 13 au 24 mai 1993. La maîtresse de cérémonie fut l'actrice française Jeanne Moreau.

## Jurys

### Compétition
- Louis Malle (Président du jury), réalisateur -  France
- Claudia Cardinale, actrice -  Italie / -  France
- Judy Davis, actrice -  Australie
- Inna Tchourikova, actrice -  Russie
- Abbas Kiarostami, réalisateur -  Iran
- Emir Kusturica, réalisateur -  Serbie
- William Lubtchansky, directeur photo -  France
- Tom Luddy, producteur -  États-Unis
- Gary Oldman, acteur -  Royaume-Uni
- Augusto M. Seabra, critique -  Portugal

### Caméra d'or
- Micheline Presle, actrice -  France
présidente du jury
- Anne De Gasperi, journaliste -  France
- Lia Somogyi, administration -  Hongrie
- Aruna Vasudev, administration
- Gabriel Auer, réalisateur -  France
- Attilio D’Onofrio -  Italie
- Rémy Pages -  France
- Tony Rayns

## Sélections

### Sélection officielle

#### Compétition
La sélection officielle en compétition se compose de 23 films :
| Titre                                                | Réalisation                     | Pays             | Distribution                          |
| ---------------------------------------------------- | ------------------------------- | ---------------- | ------------------------------------- |
| Adieu ma concubine (Bàwáng biéjī)                    | Chen Kaige                      | Chine            | Leslie Cheung, Gong Li                |
| Body Snatchers                                       | Abel Ferrara                    | États-Unis       | Terry Kinney, Gabrielle Anwar         |
| Broken Highway (en compétition pour la Caméra d'or)  | Laurie McInnes                  | Australie        | Bill Hunter, Claudia Karvan           |
| Douba-Douba (en compétition pour la Caméra d'or)     | Alexandre Khvan                 | Russie           | Oleg Menchikov, Anjela Belanskaia     |
| Chute libre (Falling Down)                           | Joel Schumacher                 | États-Unis       | Michael Douglas, Robert Duvall        |
| Fiorile                                              | Paolo Taviani, Vittorio Taviani | Italie           | Claudio Bigagli, Galatea Ranzi        |
| Frauds (en compétition pour la Caméra d'or)          | Stephan Elliott                 | Australie        | Phil Collins, Hugo Weaving            |
| Friends (en compétition pour la Caméra d'or)         | Elaine Proctor                  | Afrique du Sud   | Kerry Fox, Dambisa Kente              |
| Le Maître de marionnettes (Xì mèng rén shēng)        | Hou Hsiao-hsien                 | Taïwan           | Cheng Kuei-Chong, Lin Chiang          |
| Si loin, si proche ! (In weiter Ferne, so nah!)      | Wim Wenders                     | Allemagne        | Otto Sander, Willem Dafoe             |
| King of the Hill                                     | Steven Soderbergh               | États-Unis       | Jesse Bradford, Jeroen Krabbé         |
| L'Homme sur les quais                                | Raoul Peck                      | Haïti            | Toto Bissainthe, Jean-Michel Martial  |
| L'Escorte (La scorta)                                | Ricky Tognazzi                  | Italie           | Claudio Amendola, Carlo Cecchi        |
| Libera Me                                            | Alain Cavalier                  | France           | Louis Becker, Catherine Caron         |
| Louis, enfant roi                                    | Roger Planchon                  | France           | Maxime Mansion, Carmen Maura          |
| Ma saison préférée (film d'ouverture)                | André Téchiné                   | France           | Catherine Deneuve, Daniel Auteuil     |
| Magnificat                                           | Pupi Avati                      | Italie           | Luigi Diberti, Eleonora Alessandrelli |
| Mazeppa (en compétition pour la Caméra d'or)         | Bartabas                        | France           | Bartabas, Miguel Bosé                 |
| Beaucoup de bruit pour rien (Much Ado About Nothing) | Kenneth Branagh                 | Royaume-Uni      | Kenneth Branagh, Emma Thompson        |
| Naked                                                | Mike Leigh                      | Royaume-Uni      | David Thewlis, Katrin Cartlidge       |
| Raining Stones                                       | Ken Loach                       | Royaume-Uni      | Bruce Jones, Julie Brown              |
| Grandeur et Descendance (Splitting Heirs)            | Robert Malcolm Young            | Royaume-Uni      | Eric Idle, Rick Moranis               |
| La Leçon de piano (The Piano)                        | Jane Campion                    | Nouvelle-Zélande | Holly Hunter, Harvey Keitel           |

#### Un certain regard
La section Un certain regard comprend 25 films :
- La Recluse (Anchoress) de Chris Newby
- Déraillement (Avsporing) d'Unni Straume (court métrage)
- Bedevil de Tracey Moffatt
- Une pause... quatre soupirs (Bodies, Rest and Motion) de Michael Steinberg
- Charlie and the Doctor de Ralph C. Parsons (court métrage)
- Desperate Remedies de Peter Wells et Stewart Main
- L'Acte en question (El acto en cuestion) d'Alejandro Agresti
- L'Oiseau du bonheur (El pájaro de la felicidad) de Pilar Miró
- Excursion vers le pont de l'amitié (Excursion to the Bridge of Friendship) de Christina Andreef (court métrage)
- François Truffaut : Portraits volés de Serge Toubiana et Michel Pascal
- La Grande Citrouille (Il grande cocomero) de Francesca Archibugi
- Latcho Drom de Tony Gatlif
- Le Silence de l'été de Véronique Aubouy (court métrage)
- Les demoiselles ont eu 25 ans d'Agnès Varda
- L'Odeur de la papaye verte (Mùi đu đủ xanh) de Trần Anh Hùng
- La Fin du monde (O Fim do Mundo) de João Mário Grilo
- Octobre d'Abderrahmane Sissako (court métrage)
- Déménagement (Ohikkoshi) de Shinji Sōmai
- Le Pressentiment (Predtchouvstvie) de Valeriu Jereghi
- Remote Control d'Óskar Jónasson
- Sonatine, mélodie mortelle (Sonachine) de Takeshi Kitano
- Stroke de Mark Sawers (court métrage)
- La Musique du hasard (The Music of Chance) de Philip Haas
- Fausse Piste (The Wrong Man) de Jim McBride
- Wendemi, l'enfant du bon Dieu de Pierre Yameogo

#### Hors compétition
1 film est présenté hors compétition :
| Titre                          | Réalisation        | Pays   | Distribution                        |
| ------------------------------ | ------------------ | ------ | ----------------------------------- |
| Toxic Affair (film de clôture) | Philomène Esposito | France | Isabelle Adjani, Clémentine Célarié |

#### Séances spéciales
4 films sont présentés en séance spéciale :
| Titre                                        | Réalisation     | Pays        | Distribution                     |
| -------------------------------------------- | --------------- | ----------- | -------------------------------- |
| Cliffhanger : Traque au sommet (Cliffhanger) | Renny Harlin    | États-Unis  | Sylvester Stallone, John Lithgow |
| Mad Dog and Glory                            | John McNaughton | États-Unis  | Robert De Niro, Uma Thurman      |
| Madadayo                                     | Akira Kurosawa  | Japon       | Hisashi Igawa, Kyōko Kagawa      |
| The Baby of Mâcon                            | Peter Greenaway | Royaume-Uni | Ralph Fiennes, Julia Ormond      |

### Quinzaine des réalisateurs
- Des anges au paradis de Evgueni Lounguine
- Le Regard de l'autre, court métrage de Bruno Rolland

### Semaine de la critique

#### Longs métrages
- Abissinia de Francesco Ranieri Martinotti (Italie)
- Cronos de Guillermo del Toro (Mexique)
- Combination Platter de Tony Chan (Etats-Unis)
- Don’t Call Me Frankie de Thomas A. Fucci (Etats-Unis)
- Faut-il aimer Mathilde ? d'Edwin Baily (France)
- Les histoires d'amour finissent mal... en général d'Anne Fontaine (France)
- Requiem pour un beau sans-cœur de Robert Morin (Canada)

#### Courts métrages
- The Debt de Bruno de Almeida (Etats-Unis)
- Falstaff on the Moon de Robinson Savary (France)
- Passage à l’acte de Martin Arnold (Autriche)
- Sotto le unghie de Stefano Sollima (Italie)
- Springing Lenin d'Andréi Nekrassov (Royaume-Uni)
- Take My Breath Away d'Andrew Shea (Etats-Unis)
- Le Voyageur noir (Schwarzfährer) de Pepe Danquart (Allemagne)

## Palmarès

### Compétition
- Palme d'or (ex æquo) : La Leçon de piano (The Piano) de Jane Campion et Adieu ma concubine (Bàwáng biéjī) de Chen Kaige
- Grand Prix du Jury : Si loin, si proche ! (In weiter Ferne, so nah!) de Wim Wenders
- Prix de la mise en scène : Mike Leigh pour Naked
- Prix du Jury (ex æquo) : Le Maître de marionnettes (Xì mèng rén shēng) de Hou Hsiao-hsien et Raining Stones de Ken Loach  Royaume-Uni
- Prix d'interprétation féminine : Holly Hunter pour La Leçon de piano (The Piano)
- Prix d'interprétation masculine : David Thewlis pour Naked
- Grand Prix de la Commission supérieure technique : Jean Gargonne et Vincent Arnardi pour Mazeppa de Bartabas
- Caméra d'or : L'Odeur de la papaye verte (Mùi đu đủ xanh) de Trần Anh Hùng
- Palme d'or du court métrage : Coffee and cigarettes III de Jim Jarmusch  États-Unis

### Prix FIPRESCI
Le prix FIPRESCI du Festival de Cannes est remis à 2 films.
| Attribué à                              | Réalisateur  | Pays    | Section                    |
| --------------------------------------- | ------------ | ------- | -------------------------- |
| Adieu, ma concubine (Bàwáng biéjī)      | Chen Kaige   | Chine   | Compétition                |
| Meurtres d'enfants (Gyerekgyilkosságok) | Ildikó Szabó | Hongrie | Quinzaine des Réalisateurs |